# 釜慶龍屬
釜慶龍屬是巨龍形類恐龍的一屬，生存於白堊紀早期。牠的化石是在韓國南部的慶善盆地發現，包括一系列頸椎及背椎。釜慶龍與盤足龍是近親。
模式種千禧釜慶龍（P. millenniumi）是由中國的古生物學家董枝明、韓國的白仁成及金賢珠在2001年所描述、命名。

## 外部連結
- 恐龍博物館──釜慶龍